# ビバ!山田バーバラ
『ビバ!山田バーバラ』（ビバ!ヤマダバーバラ）は、鈴木由美子による日本の漫画作品。およびこれを原作とするテレビドラマ。
講談社の漫画雑誌『Kiss』に連載された。テレビドラマは2006年6月30日・7月7日の23:15-24:10（JST）にテレビ朝日系で放送された。全2話。2007年12月24日の14:00-16:00にBS朝日で放送。

## ストーリー
山田バーバラは、かつて人気モデルとして注目を集めていたが、38歳となった頃には、どこにでもいる様なデブでブスなおばさんとなってしまう。隣のコンビニに勤める高校生・羽根純に密かに恋心を抱いているが、デブのおばさんとなった今では頬を赤らめることさえもできず、人生に絶望するあまり閉店後のコンビニに忍び込み、コンビニの冷蔵庫に入って自殺を図ろうとする。翌朝発見された時には、20歳の若くて美しい姿に戻っていた。冷蔵庫に3分入れば20歳の頃に若返る事が分かり、自信を取り戻したバーバラは、さっそく純にアタックをかけようとするが、水を浴びるとおばさんに戻ってしまう事が発覚。かくして20歳のバーバラと38歳のバーバラの二重生活が始まり、憧れの純との交際をスタートさせるのだが…。

## 登場人物
山田バーバラ（やまだ バーバラ）
本作の主人公。38歳。かつては、ハーフで美人だった事を生かし、人気モデルとして注目を集め、幸せの絶頂にいたが、「太る訳がない」「醜くなる訳がない」と調子に乗った結果、現在は若いころの美貌が皆無となったデブでブスのどこにでもいる、おばさんになってしまった。自宅アパートの近くのコンビニでバイトする高校生・羽根純に恋心を抱くが、おばさんの自分は頬を赤らめることすら出来ず、せめて弁当を温める3分間だけでも一緒にいたいと毎日コンビニに通い続ける。ある日、おばさんの自分に絶望したあまり自殺しようと閉店後のコンビニに忍び込み、冷蔵庫に入った所、20歳の姿に変身してしまう。以後、3分冷蔵庫に入れば20歳の容姿に戻ることが出来るが、水を浴びると38歳に戻ってしまう特異体質を持つことを知り、20歳と38歳の二重生活を始め、純との交際をスタートさせるが、見た目は20歳になっても中身はおばさんのままで、若者にあるまじきおばさん的な根性が隠しきれずに苦労する。変身を急ぐあまり冷凍庫に入った所、今度は10歳の子供にまでなってしまう。
羽根純（はね じゅん）
バーバラがよく通うコンビニで働く男子高校生で、彼女の意中の人。美形で、優しい性格。当初「可愛い女にはロクでもない奴が多い」という考えから、バーバラの事は眼中に無かったが、彼女のおばさん的な行動を見て「意外と良い子」と思い込む。
西村舞子（にしむら まいこ）
純と同じコンビニで働く女子高生で、純に想いを寄せている。バーバラとは純を巡って何かと対立し「ハイエナちゃん」と呼ばれている。男心を研究し尽くしており、バーバラよりも一枚上手な所がある。
一之瀬（いちのせ）
純と同じコンビニで働く高校生で、若い姿のバーバラに惚れていた。
大場三代（おおば みつよ）
コンビニで西村に叱られている所をバーバラに助けられた中年女性。年齢は40代前半。実は一之瀬の事が好きで、彼に会おうと毎日コンビニで通っていた。
羽根天（はね たかし）
純の父親で、バーバラの同級生。かつて、バーバラと交際していたが、「他に好きな女性が出来た」と言う理由でバーバラと別れてしまう。だが、実はバーバラと別れてしまった事をずっと気にしていた。

## テレビドラマ版
金曜ナイトドラマのスペシャル版として、2006年6月30日と7月7日の2回のみの放送となる。また、「クリスマスイブドラマスペシャル・ビバ!山田バーバラ」として、2話連続で2007年12月24日に放送。

### 出演者
- 山田バーバラ：片瀬那奈（20代時）、中島唱子（42歳時）
- コンビニ店員
  - 羽根純：内田朝陽
  - 一之瀬寛一：坂本真
  - 西村舞子：酒井彩名
- 大場三代：ふせえり
- 羽根天：杉本哲太
- 八木小織
- 長州小力
- 星村麻衣（友情出演）
- アントニオ小猪木
- あじゃ
- 花満開
- 坂東美佳
- コヤマ紀比古
- 高木里奈
- ジャイアント小馬場
- 安間千紘
- 三好さやか
- アドゴニー
- イワン
- グレート乙羽屋
- 山田美由希
- 山崎蓮
- KID
- 長瀬和也
- トライアルプロダクション
- セントラルグループ・セントラル子供タレント

### スタッフ
- 脚本：高山直也
- 技術プロデューサー：石井勝浩
- 撮影：五木田智
- VE：植木康弘
- 照明：小野村拡洋
- 音声：山成正己
- 編集：平川正治
- ライン編集：伊藤裕之
- 音響効果：谷川義春
- MA：蜂谷博
- タイトルバック：高岡直樹
- 美術プロデューサー：杉川廣明
- デザイン：天野沙耶花
- 美術進行：佐々木候
- 装飾：山崎光平
- 持道具：中川久美子
- 衣装：山崎桂克
- スタイリスト：佐々木敦子
- メイク：大沢香織
- 特殊メイク：梅沢壮一
- 製作担当：吉岡亨
- 記録：鈴木美恵子
- 助監督：本間利彦
- チーフプロデューサー：五十嵐文郎（テレビ朝日）
- プロデューサー：川島保男（テレビ朝日）、船津浩一（共同テレビ）
- 演出：木下高男（共同テレビ）
- 製作：テレビ朝日、共同テレビ

| テレビ朝日系 金曜ナイトドラマ | テレビ朝日系 金曜ナイトドラマ | テレビ朝日系 金曜ナイトドラマ |
| 前番組                        | 番組名                        | 次番組                        |
| ----------------------------- | ----------------------------- | ----------------------------- |
| てるてるあした                | ビバ!山田バーバラ             | 黒い太陽                      |